# Todt Hill
Todt Hill es una colina de 401 pies (122,2 m) formada por roca serpentina en Staten Island, Nueva York. Es el punto natural más alto de los cinco boroughs de Nueva York y la mayor elevación de toda la llanura costera del Atlántico desde Florida hasta Cabo Cod. La cima de la cresta está cubierta en gran parte por bosques como parte del Staten Island Greenbelt, aunque gran parte de la zona circundante está urbanizada y es residencial. Está considerada una de las zonas más exclusivas y más caras de Staten Island.

## Historia
El nombre de Todt proviene de la palabra alemana que significa "muerto" y puede referirse al cementerio (el actual Moravian Cemetery, inaugurado en 1740 y que ahora es el mayor cementerio de la isla) en el pie suroccidental de la cresta, cerca del pueblo de New Dorp, que ha estado en uso desde la época colonial. Una explicación alternativa es que el nombre fue dado por los primeros colonos holandeses debido a las exposiciones rocosas sin árboles en la cima de la colina, causadas por el suelo de la localidad Staten Island Serpentinite.
A principios del siglo XX, se construyeron en la zona muchas casas diseñadas por el arquitecto Ernest Flagg. Una parte importante de Todt Hill está ahora incluida en el Staten Island Greenbelt.

## Geografía
El término Todt Hill se utiliza ahora a menudo para incluir las urbanizaciones de lujo en las colinas a lo largo del lado oriental de la cresta, que la mayoría de los geógrafos de la isla clasifican como parte del barrio de Dongan Hills.
En Todt Hill se encuentran dos pequeños estanques naturales, y un priorato católico se encuentra cerca de la cima. La Staten Island Academy, una escuela privada, trasladó su campus a Todt Hill en la década de 1960.  Hay un campo de golf adyacente al cementerio, cada uno de los cuales tiene un estanque artificial.  Por lo demás, la colina es un parque o casas privadas. En Todt Hill no hay transporte público y la mayoría de las calles, incluida Todt Hill Road, la vía principal del barrio, carecen de aceras.
El punto de mayor elevación es la elevación no marcada del nivel de la calle en la intersección de Dalemere Road y Chapin Avenue.

## Demografía
Todt Hill está formado por las dos secciones censales 177 y 181, aunque la sección censal 177 incorpora parte de Emerson Hill. Según el censo de 2010, la demografía de Todt Hill era de un 80% de blancos no hispanos, un 1% de negros, un 11% de asiáticos y un 1% de multirraciales. Los hispanos de cualquier raza constituían el 7% de la población. La renta media de los hogares de la zona es de aproximadamente 120.000 dólares. Todt Hill es una de las zonas más prósperas de Staten Island.
En 2011, el distrito albergaba a unos 11.000 habitantes. La densidad de población era de aproximadamente 1.400 personas por kilómetro cuadrado.

## Residentes notables
- El jefe de la familia criminal Gambino, Paul Castellano, vivió allí en una casa conocida por su pretendido parecido con la Casa Blanca.[10] Su familia siguió viviendo en Todt Hill tras su muerte, pero se mudó en el año 2000.
- La estrella del reality Mob Wives Drita D'avanzo creció en Todt Hill.[11]
- El exjugador de los Mets de Nueva York John Franco vive actualmente.
- La mansión de la familia Corleone de El Padrino se filmó en Todt Hill.[12]
- Frank Matthews, un notorio capo de la droga en la década de 1970, vivió en Todt Hill.
- Frank Cali, jefe en funciones de la familia criminal Gambino, fue asesinado frente a su casa en Todt Hill el 13 de marzo de 2019.[13][14]

## Transporte
Todt Hill está servido por múltiples rutas de autobús en Richmond Road, incluyendo las líneas de bus S74, S76, S84 y S86 y el SIM15.